# هویدبر
هویدبر (به آلمانی: Heudeber) یک منطقهٔ مسکونی در آلمان است که در Nordharz واقع شده‌است. هویدبر ۱٬۲۷۳ نفر جمعیت دارد.